# ZIS-101
O ZIS-101 foi uma limusina produzida pela Zavod Imeni Stalina posteriormente Zavod Imeni Likhachova. O 101 foi introduzido em 1936 e era equipado com um motor de 8 cilindros em linha 5.8 L de 90 hp que atingia a máxima de 115 km/h. O carro foi inpirado nos desenhos dos Packard da mesma época. O veículo possuía três velocidades em um câmbio automático e conversor de torque.
Foi sucedido pelo modelo ZIS-101A com motor de 110hp e velocidade máxima de 130 km/h. A produção foi encerrada em 1941.
Em 1939 foi desenvolvida por Valentin Nikolaevich Rostkov uma versão de dois lugares chamada ZIS-101-Sport, o motor era o mesmo do ZIS-101A, mas aumentado para 141hp e velocidade máxima de 162 km/h (apesar de o jornal Pravda publicar que ele atingia 170-180 km/h).

## Referência
Artigo traduzido da Wikipédia em inglês.
- Автомобиль ЗИС-101. Instruções originais de uso para o veículo. Moscou 1938.